# Иоаннидис, Симос
Симос Иоаннидис (греч. Σίμος Ιωαννίδης, болг. Симо Стоянов) — видный македономах, то есть борец за воссоединение Македонии с Грецией, из села Алона (бывшее Арменско) ныне в пределах города Флорина.

## Биография
Симос Иоаннидис был поначалу адъютантом у одного из самых известных македономахов по имени Коттас (Христу, Константинос).
После смерти последнего, ушёл в Греческое королевство, где жил в столице, городе Афины.
Вернувшись в Македонию он, вместе с Эфтимием Каудисом, действовал в регионе Варнунта. В 1904 г. участвовал в операции Склитро [Зеленица] по уничтожению 19 болгарских четников. В дальнейшем воевал вместе с Г.Цондос в регионе сегодняшнего нома Флорина и Пелагонии. После 1906 г. образовал и возглавил собственный отряд, который действовал в сотрудничестве с македономахами Раковитис, Павлос и Христу, Петрос. Его отряд действовал на восточном и южном склоне горы Верно до 1908 г.
В его честь в 1957 году село Мотесница было переименовано в село Симос (Иоаннидис).